# Église catholique en République centrafricaine

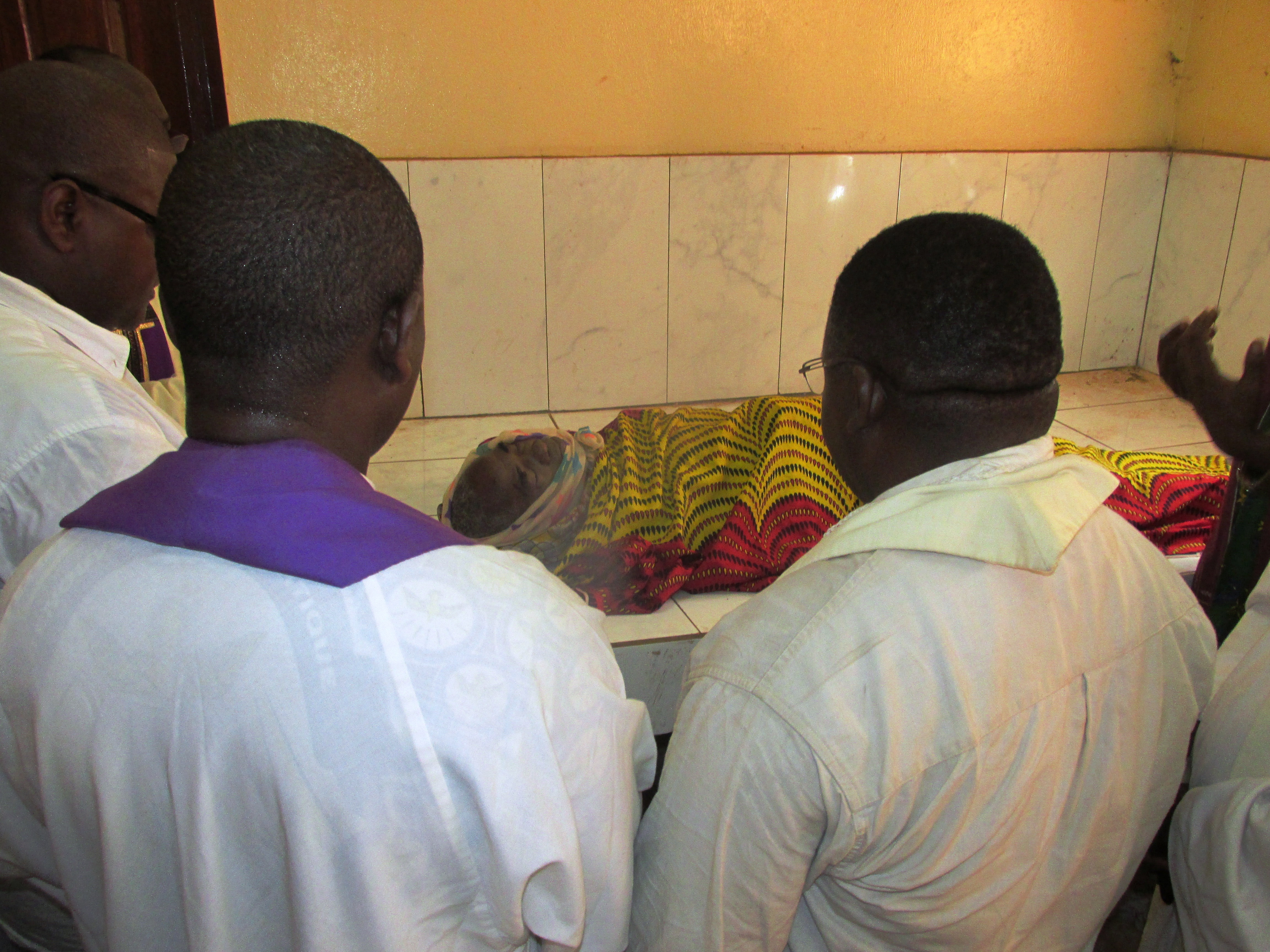
Des responsables catholiques centrafricains devant le corps de l'abbé Albert Tongomalé Baba tué dans l'attaque de l'église Fatima, à Bangui, 1er mai 2018.

L'Église catholique en République centrafricaine représente avec le protestantisme environ 80 % de la population de République centrafricaine. Il y existe neuf diocèses incluant un archidiocèse.

## Liste des diocèses
- Bangui
  - Alindao
  - Bambari
  - Bangassou
  - Berbérati
  - Bossangoa
  - Bouar
  - Kaga–Bandoro
  - Mbaïki